# 胜利街道 (鞍山市)
胜利街道，是中华人民共和国辽宁省鞍山市铁东区下辖的一个乡镇级行政单位。2019年12月，撤销胜利街道，下辖的6个社区成建制分别划入站前街道和园林街道。

## 行政区划
胜利街道下辖以下地区：
人大社区、胜利社区、建国社区、府兴社区、七道社区和烈士山社区。